# جون مكينلي
جون مكينلي (بالإنجليزية John McKinly) وهو سياسي أمريكي ينتمي إلى الحزب الفيدرالي. ولد في 21 شباط - فبراير من سنة 1721 في أولستر بأيرلندا الشمالية. في سنة 1742 جاء إلى ولاية ديلاوير في أيرلندا وشغل منصب حاكم ولاية ديلاوير ما بين 12 شباط من سنة 1777 إلى 22 أيلول من نفس السنة. توفي في 21 آب - أغسطس من سنة 1796.